# Seleț, Narodîci
Seleț (în ucraineană Селець) este localitatea de reședință a comunei Seleț din raionul Narodîci, regiunea Jîtomîr, Ucraina.

## Demografie
Componența lingvistică a localității Seleț
     Ucraineană (98,46%)
     Rusă (1,03%)
     Alte limbi (0,52%)
Conform recensământului din 2001, majoritatea populației localității Seleț era vorbitoare de ucraineană (98,46%), existând în minoritate și vorbitori de rusă (1,03%).